# 登步岛
登步岛，是中国浙江省舟山群岛中的一个小岛，以登步岛战役闻名。

## 地理和人口
位置：登步島北距舟山島沈家門6.8公里，南距桃花島1.4公里，東與普陀山隔海相望。
面積：陸域面積14.51平方公里。
地形：東西走向，長6.5公里，西部最寬處35公里，東部最窄處0.7公里。最高點砲台山海拔182.6公尺，海岸線長23.48公里，海岸線曲折，形成眾多的嶴口港灣。
行政：全境為舟山市普陀區登步鄉政府轄區。
人口：2000年戶口普查有居民2,275戶，6,495人。
旅遊：解放登步戰爭遺址、烈士陵園、奇峰異石、海蝕崖等。

## 村庄分布
1999年蛏子港村与团结村合并为蛏子港村。
2005年舟山市进行渔农村新型社区建设时，登步岛上的7个村保留建制，但联合设立沙头社区。
2008年时，7个村民委员会合并为3个，但原来的各村民经济合作社仍保留。3个村各自建设一个农村新型社区。故目前的登步岛上，包括3个农村社区、3个村委会、7个经济合作社。
- 大岙农村社区：大岙村委会（登步和石弄塘等2个经济合作社），位于岛的南部
- 竹东农村社区：竹东村委会（东湾和竹山等2个经济合作社），位于岛的东部，与其他两个社区有山相挡。
- 沙头农村社区：沙头村委会（鸡冠、永安和蛏子港等3个经济合作社），位于岛的北部和西部，乡政府驻在本地。

## 资料来源
- 舟山网·登步岛

1. ↑  . 舟山市普陀区人民政府. 2020-02-27  [2025-08-08] （中文）.